# إريك فلمنغ
إريك فلَمِنغ (Eric Fleming)، إدوارد هيدي جونيور (من مواليد 4 يوليو 1925 - 28 سبتمبر 1966) ممثلًا وكاتبًا أمريكيًا، وكان معروفًا في المقام الأول بدوره باسم غيل فافور في المسلسل التلفزيوني لشبكة سي بي إس روهاد.

## النشأة
ولد فلمنغ في دور إدوارد هيدي جونيور في سانتا باولا، كاليفورنيا، وهو الطفل الوحيد لإدوارد وميلدريد (أندرسون) هيدي. وُلد بقدم حنفاء، واحتاج إلى عكازين للالتفاف، وكثيراً ما تعرض للضرب المبرح من قبل والده. في سن الثامنة، حاول قتل والده بمسدس، لكنه انحشر. غادر المنزل بعد فترة وجيزة، أولاً إلى لوس أنجلوس، ثم إلى شيكاغو، حيث عاش تقريبًا ومرتبطًا بأفراد العصابات، وقام بأعمال غريبة لهم لكسب المال. في سن الحادية عشرة، بعد إصابته في معركة بالأسلحة النارية بين بعض أفراد العصابات تم نقله إلى المستشفى، وعاد إلى منزل والدته، التي كانت قد انفصلت مؤخرًا.
خلال فترة الكساد، ترك المدرسة وعمل في وظائف مُختلفة حتى انضم إلى البحرية التجارية، قبل أن ينضم إلى البحرية الأمريكية في عام 1942 للحرب العالمية الثانية. أصيب بجروح خطيرة في الوجه خلال رهان كان يحاول فيه رفع وزن 200 رطل (91 كجم) واضطر إلى الخضوع لعملية جراحية تجميلية واسعة النطاق لإعادة بناء جبهته وأنفه وفكه. قبل ذلك، كان فليمنج يعتقد دائمًا أنه «قبيح» واعتبر الحادث «توازنًا رائعًا للقيم».
بعد إعادة بناء وجهه، عاد إلى استوديوهات باراماونت، حيث كان يعمل كعامل بناء، ومقبض، ونجار. راهن مع أحد الممثلين على أنه يمكنه إجراء اختبار أفضل، وخسر الرهان وكلفته 100 دولار وقال: «خسرت الكثير من كبريائي أيضًا، الأمر الذي أصابني بالضرر لكن 100 دولار كانت أسوأ». بعد أن قرر أن التمثيل كلفه 100 دولار، وسيستعيد التمثيل ذلك، التحق بدروس التمثيل في الاستوديو في المساء. جاء ظهور فلمنغ التمثيلي لأول مرة في إنتاج شركة الطرق مسرحية عيد ميلاد سعيد. ظهر على خشبة المسرح في شيكاغو وفي عدد من مسرحيات برودواي الناجحة، بما في ذلك المسرحية الموسيقية Plain and Fancy. بدأ التمثيل في البرامج التلفزيونية في نفس الوقت تقريبًا. انتقل فلمنغ بعد ذلك إلى هوليوود وقام ببطولة العديد من الأفلام منخفضة الميزانية مثل لعنة الأموات الأحياء.

## روهاد

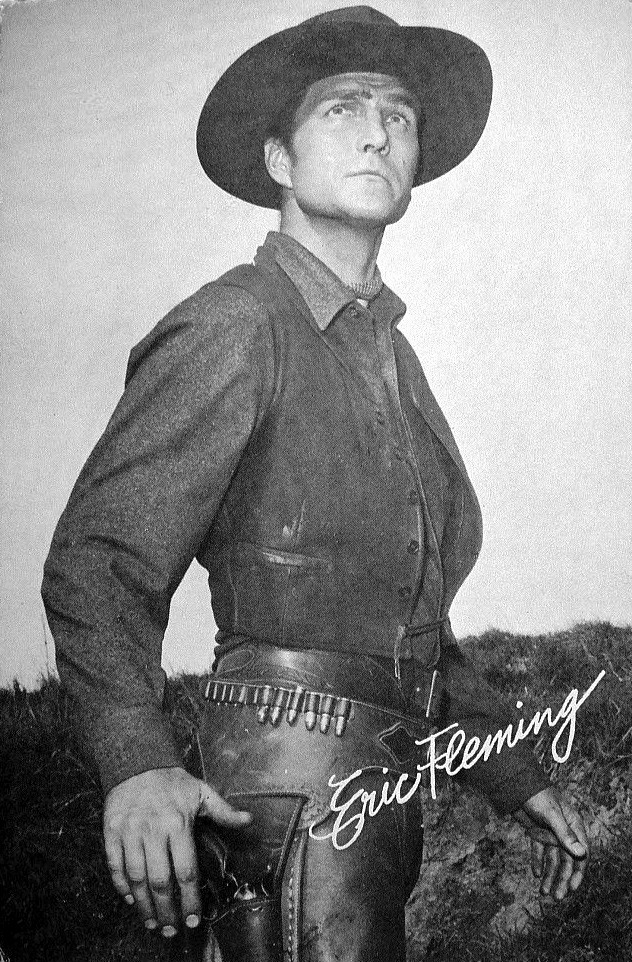
فلمنغ في روهاد

في عام 1958، لمع فلمنغ في دور البطولة كقائد درب غيل فافور في مسلسل روهاد. في ستينيات القرن التاسع عشر، صور روهاد التحديات التي يواجهها رجال الماشية الذين يقودون سياراتهم من سان أنطونيو، تكساس إلى سيداليا ، ميسوري. استدعى المنتج تشارلز ماركيز ارين اليوميات التي كتبها رئيس الدرب جورج دوفيلد في عام 1866 لتشكيل شخصية فافور: قائد ذكي وقوي وعادل ومثابر ومنجز للمهام.
كان الغرب الأعلى تصنيفًا، مع النجوم المشاركين كلينت إيستوود، وشب وولي، وبول برينغار من عام 1959 إلى عام 1966. شارك فلمنغ أيضًا في كتابة نصين من روهاد. تم فصل فلمنغ وعدداً من الممثلين من قبل بن برادي خلال فترة توقف روهاد في صيف عام 1965 قبل التصوير الموسم الثامن. وتفاخر فلمنغ لـ TV Guide أن «سي بي إس طردتني لأنهم كانوا يدفعون لي مليون دولار سنويًا» (فقط 220.000 دولار على وجه الدقة).
مع ترقية إيستوود ضد حكمه الأفضل على رئيس التتبع، استمرت حملة الماشية لمدة 13 حلقة قبل أن يوقفها رئيس شبكة سي بي إس ويليام بالي بشكل استباقي في ديسمبر. هناك عامل آخر لإلغاء، وفقًا لإيستوود هو أن «روهاد كان العرض الوحيد للشبكة الذي حصل على تقييم ليلة الجمعة، لذلك قاموا بتحويلنا إلى يوم الثلاثاء مقابل عرض من نفس النوع لدى الجمهور».

## الغابة العالية والموت
وقع فلمنغ على إنتاج حلقة عن مختارات مغامرين Off to See the Wizard وهي حلقة تتكون من جزأين وكانت مخصصة للتوزيع المسرحي في أوروبا. لم تدم الحلقة طويلاً، فبعد ستة أسابيع من إطلاق النار في موقع داخل البيرو، كان فلمنغ وشريكه نيكو ميناردوس قد غادروا بزورق مخبأ حيث انقلب بهم في نهر وياغا. تمكن ميناردوس من السباحة إلى بر الأمان لكن التيار جرف فلمنغ وغرق في 28 سبتمبر 1966 عن عمر يناهز الـ 41، تاركا وراءه خطيبته لين غاربر. لا يزال موقع تصوير الغابة العالية مفقوداً، ولكن الصور لا زالت موجودة.

## الأفلام والمسلسلات
- لعنة الأموات الأحياء (1959)
- روهاد (مسلسل تلفزيوني)
- عرض فيل سيلفرز (مسلسل)
- بونانزا (مسلسل)

## روابط خارجية
- إريك فلمنغ على موقع IMDb (الإنجليزية)
- إريك فلمنغ على موقع ألو سيني (الفرنسية)
- إريك فلمنغ على موقع أول موفي (الإنجليزية)
- إريك فلمنغ على موقع قاعدة بيانات برودواي على الإنترنت (الإنجليزية)
- إريك فلمنغ على موقع قاعدة بيانات الأفلام السويدية (السويدية)
- إريك فلمنغ على موقع إن إن دي بي (الإنجليزية)
- إريك فلمنغ على موقع قاعدة بيانات الفيلم (الإنجليزية)
- إريك فلمنغ على موقع كينوبويسك (الروسية)